# Stade
Stade (in basso tedesco Stood) è una città di 47 579 abitanti, della Bassa Sassonia, in Germania.

È capoluogo del circondario omonimo.
Stade si fregia dei titoli di "Città anseatica" (Hansestadt) e di "Comune indipendente" (Selbständige Gemeinde). La chiesa di San Wilhadi conserva un pregevole organo monumentale, così come ne conserva uno anche la chiesa dei Santi Cosma e Damiano. Il centro ospita numerosi palazzi storici. Caratteristico è il piccolo porto storico.

## Geografia
Stade si trova su una solida collina sabbiosa che si protende nella valle del fiume Elba. Il paesaggio circostante è una pianura alluvionale quasi piatta. Tra Stade e Amburgo la nota regione di Altes Land, che si restringe ed il paesaggio a nord-est viene chiamato "Kehdingen".

## Storia
Stade è una delle città più antiche della Germania settentrionale. I primi insediamenti umani nella zona di Stade risalgono al 30.000 a.C., ma la città attuale fu fondata intorno all'anno 800, nei pressi di un vecchio castello sassone abbandonato (Schwedenschanze). Nel 994 la città fu menzionata per la prima volta a causa di un attacco vichingo.
Fino al XIII secolo, l'importanza di Stade derivava dalla sua posizione di unico punto di attraversamento del fiume Elba inferiore. La rotta commerciale conduceva dalla penisola dello Jutland attraverso lo Schleswig-Holstein fino al porto di Itzehoe e incontrava le rotte commerciali per Paderborn e Hannover. Dopo l'estinzione dei conti di Stade, la città passò nelle mani di Enrico il Leone. Nel 1209, l'imperatore Ottone IV concesse a Stade i privilegi di una città, l'arcivescovado di Brema confermò tale status nel 1236 e anzi la città divenne la capitale dei territori del principato ecclesiastico.
Nel Medioevo (dal 1200 al 1601), Stade era membro della Lega Anseatica, ma fu poi eclissata da Amburgo. Nel 1279 il consiglio si diede una propria costituzione, gli "Statuti di Stade". La Riforma protestante fu introdotta nel 1522.
Dopo la Guerra dei Trent'anni, Stade fu occupata dalla Svezia nel 1645 e fece parte dei domini della Corona di Svezia fino al 1712. La città fungeva da capitale dei territori svedesi nella Germania nord-orientale (i Ducati di Brema-Verden) alcuni degli edifici costruiti dagli svedesi sono ancora in uso oggi.
Nel grande incendio del 26 maggio 1659, due terzi della città bruciarono; fu ricostruita secondo lo stesso progetto. Nel 1355 e nel 1712 Stade fu colpita dall'epidemia di peste nera, che uccise almeno il 30-40% della popolazione.
Dopo una breve occupazione da parte della Danimarca, Stade fece parte dei domini della Casa di Hannover dal 1715 al 1866 (pur rimanendo formalmente distinti dell'Elettorato di Hannover), quando questo stato fu annesso dalla Prussia. Il governo prussiano permise finalmente l'espansione della città e lo sviluppo dell'industria e del commercio. Stade ha ricevuto un collegamento ferroviario.
Durante il periodo del nazismo, gli ebrei di Stade furono deportati e uccisi quando non riuscirono a fuggire. Durante la Seconda Guerra Mondiale, Stade fu solo leggermente colpita dai bombardamenti alleati. Dopo la guerra, molti rifugiati provenienti dalla Germania orientale si sono stabiliti in città.

## Luoghi d'interesse
Il centro storico è uno dei più belli della Germania. Situata sull'isola del fiume Schwinge e circondata dalle antiche fortificazioni svedesi, ha molte vecchie case a graticcio. Il pittoresco porto anseatico costituisce il nucleo del centro storico, con numerosi wine bar e ristoranti all'aperto in estate.
Gli edifici più importanti sono le due chiese dei Santi Cosma e Damiano e di San Wilhadi, entrambe risalenti al Medioevo. Il vecchio municipio fu costruito dopo il grande incendio del 1667. Il governo svedese ha lasciato in eredità la Schwedenspeicher (drogheria) e la Zeughaus (casa degli armamenti). Il monastero di San Giovanni (Johanniskloster) si trova vicino alla chiesa dei Santi Cosma e Damiano.

### Galleria d'immagini

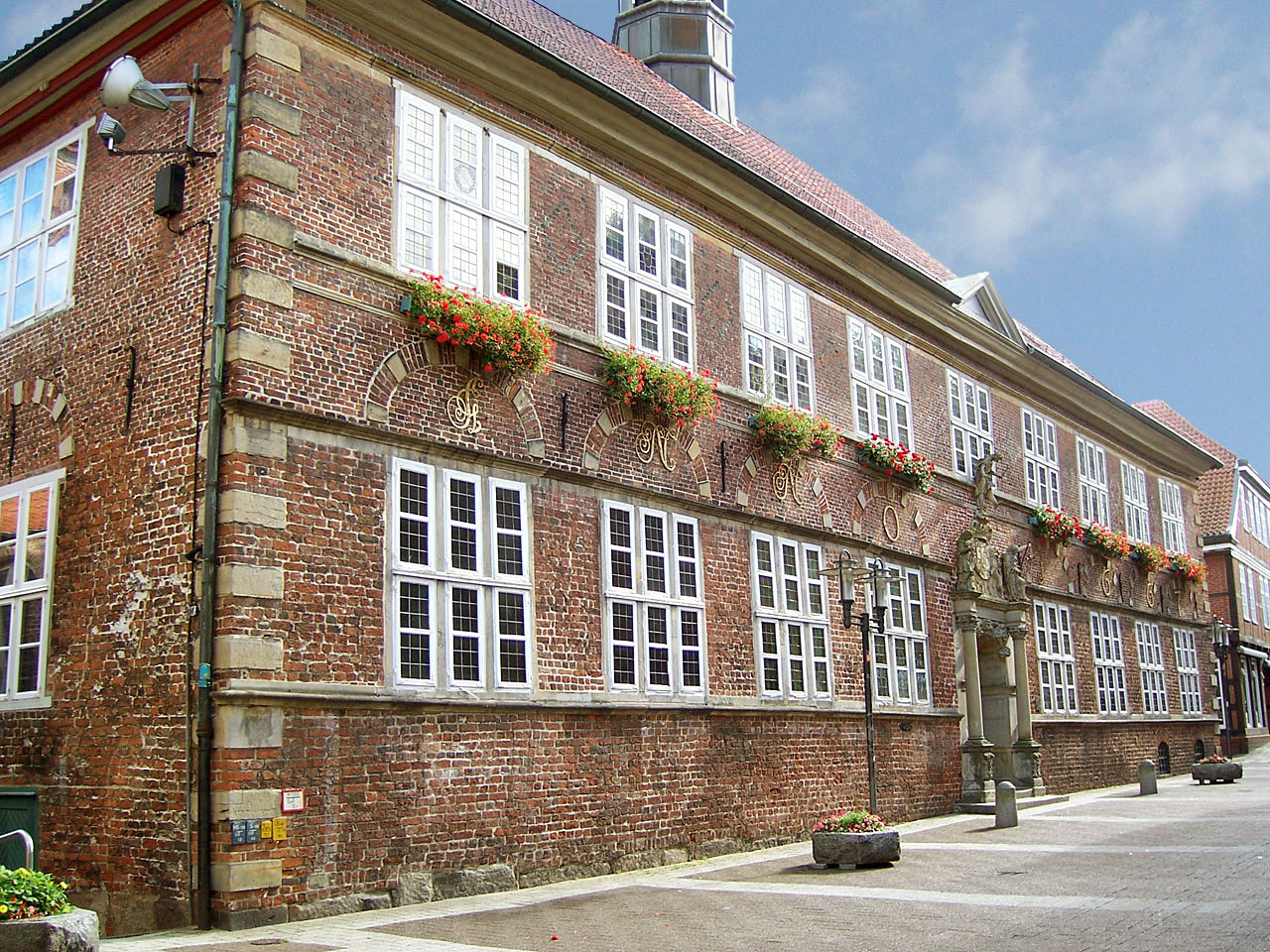
Municipio del 1667
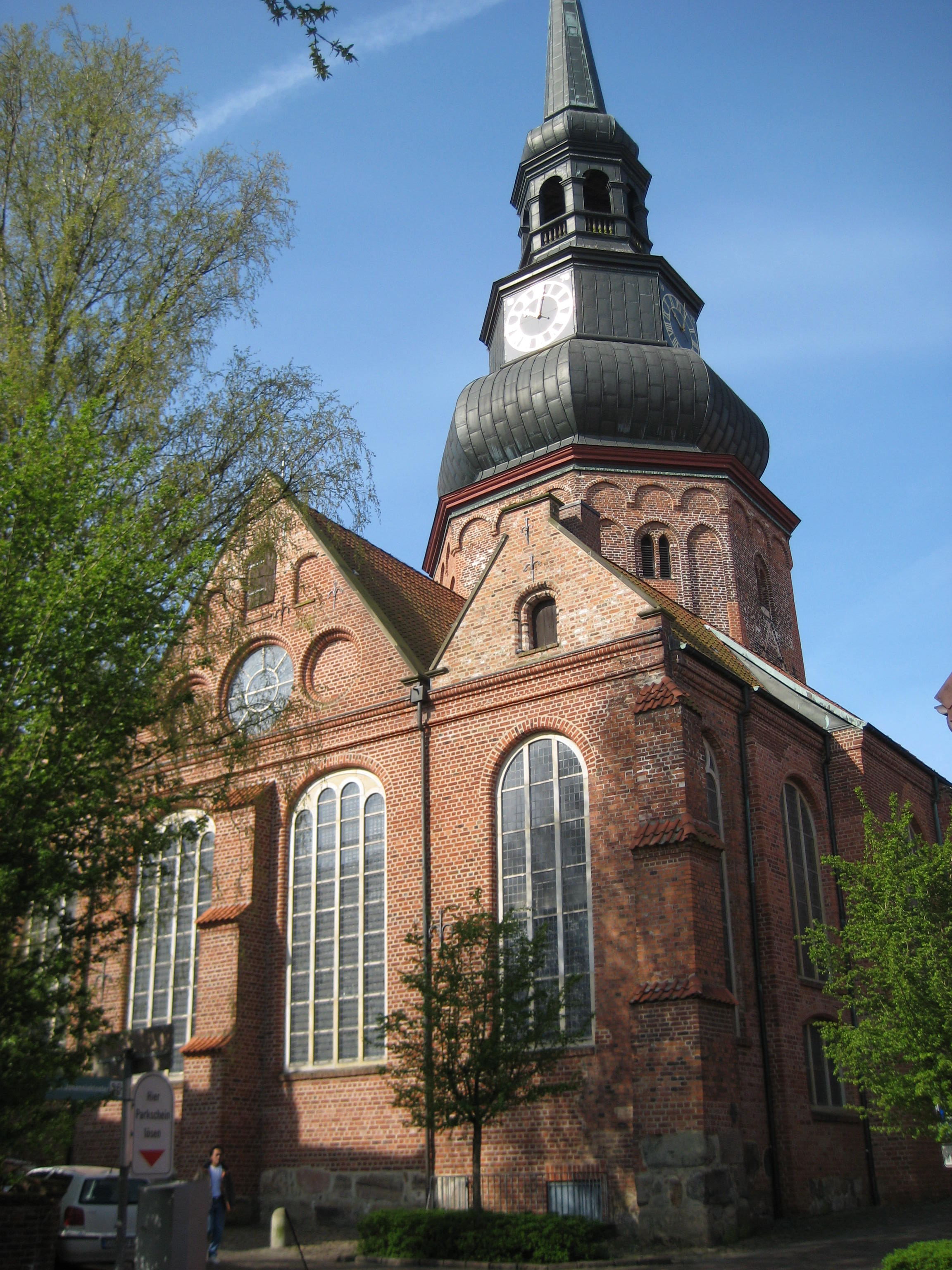
Chiesa dei Santo Cosma e Damiano
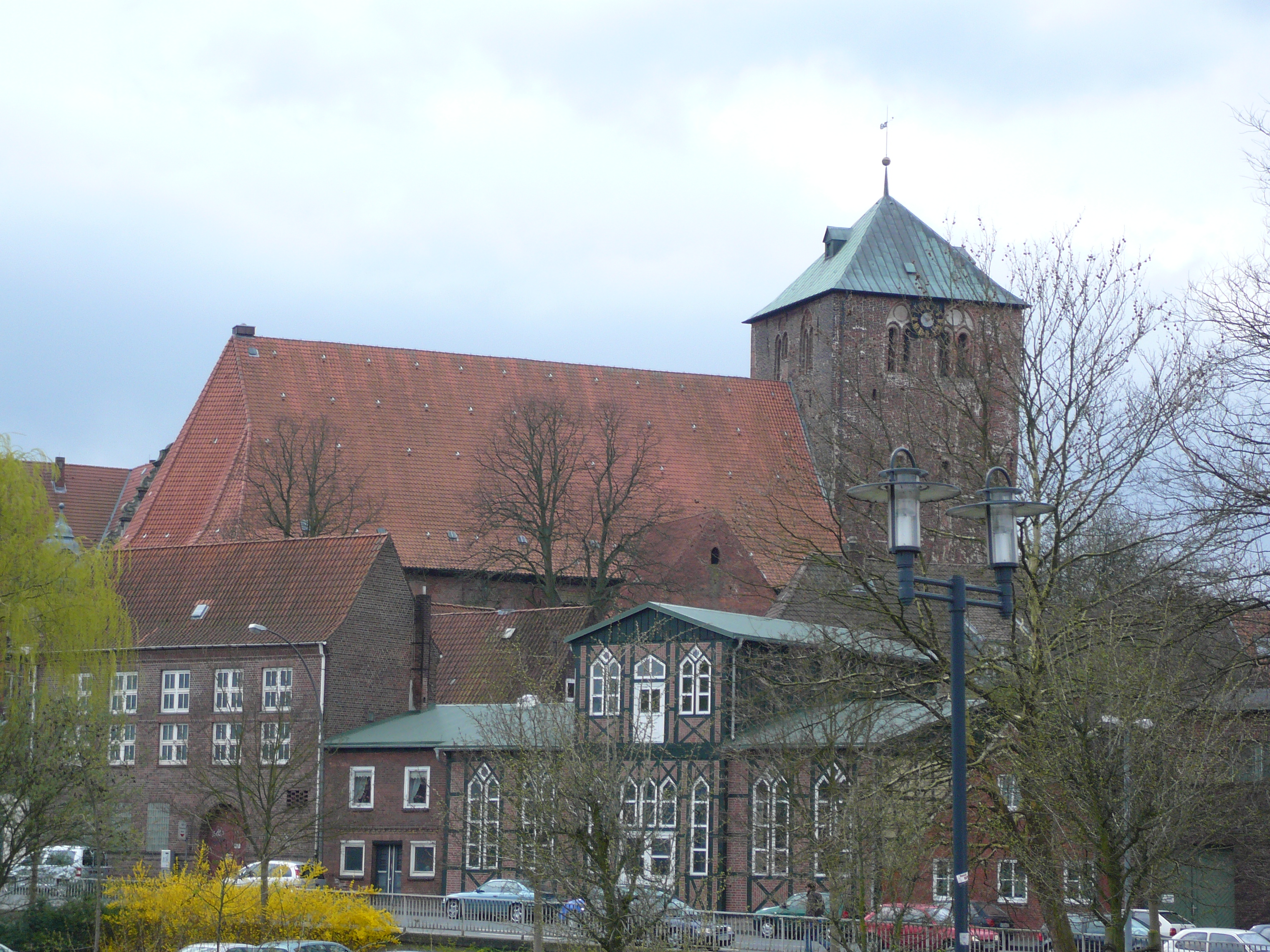
Chiesa di San Wilhadi
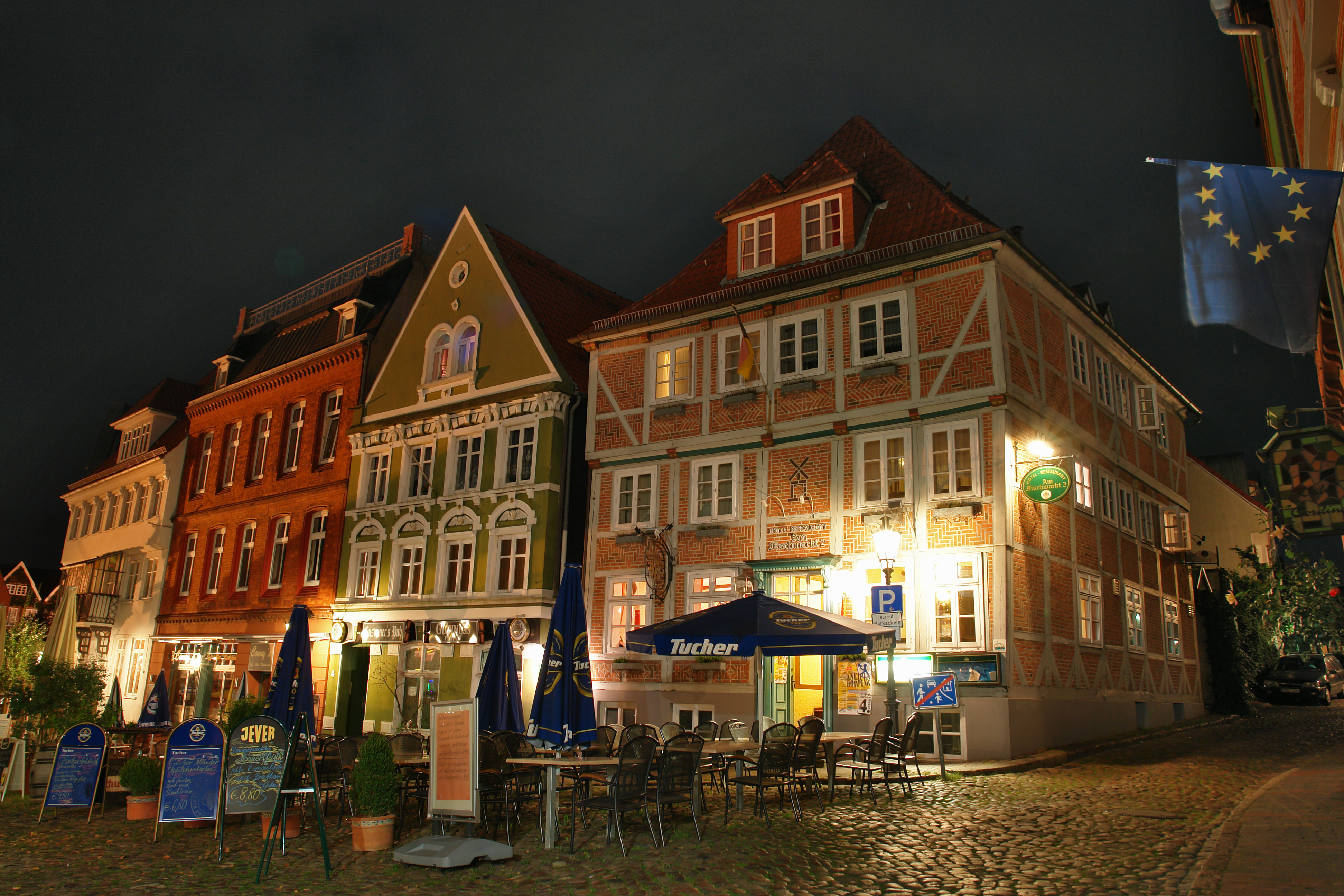
Piazza del mercato del pesce
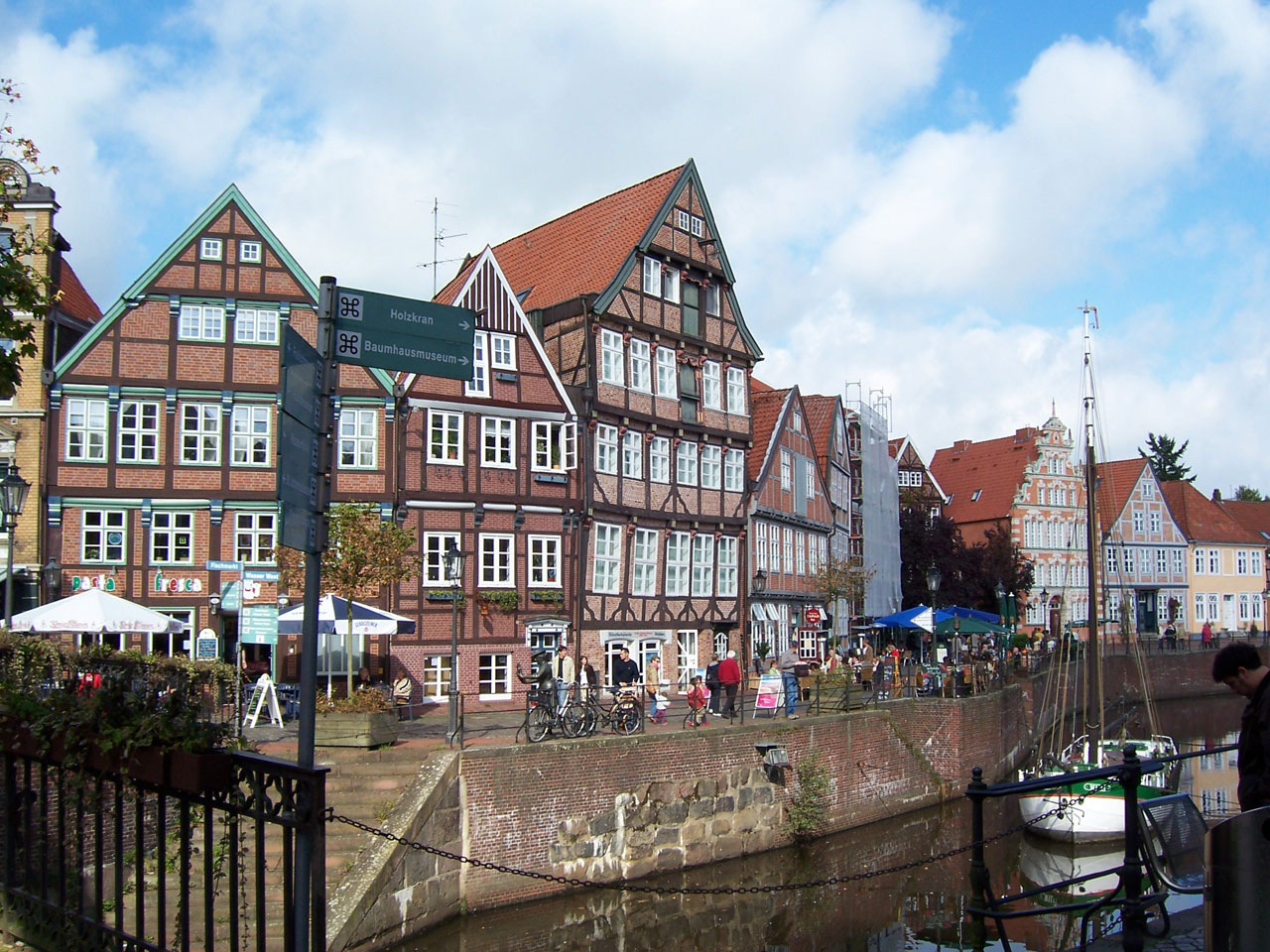
Abitazioni lungo il vecchio porto anseatico
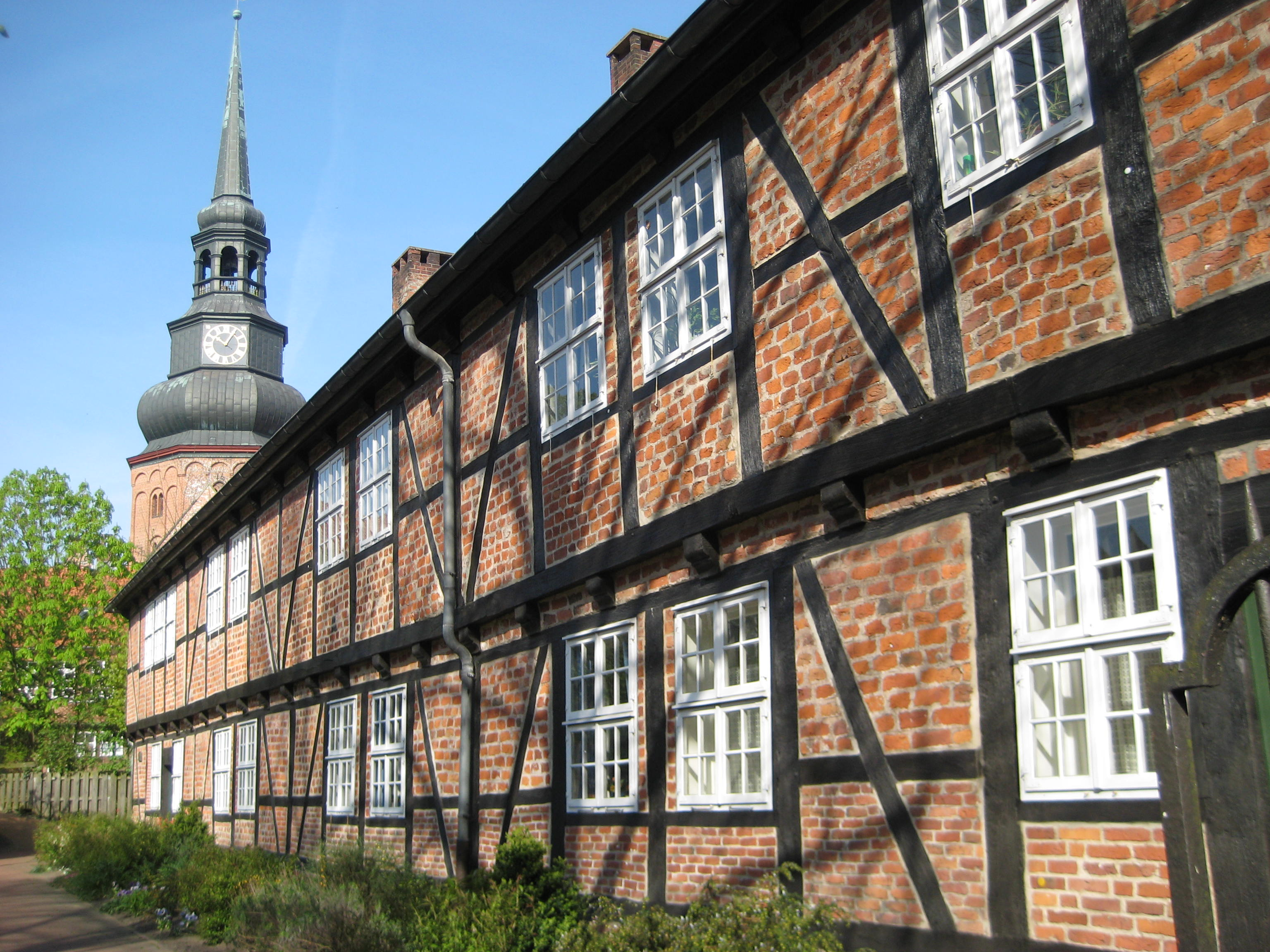
Monastero di San Giovanni
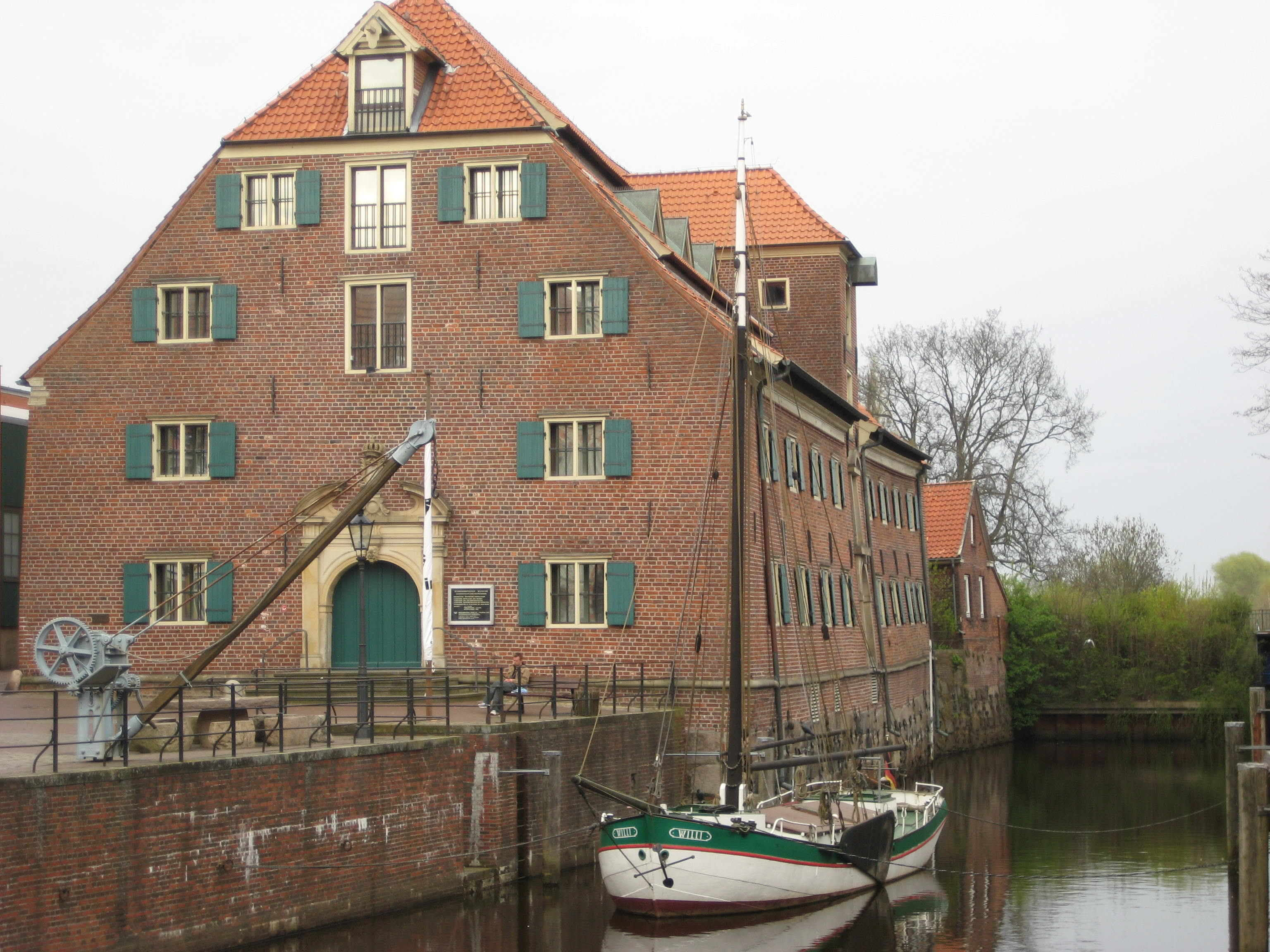
La Schwedenspeicher (drogheria)
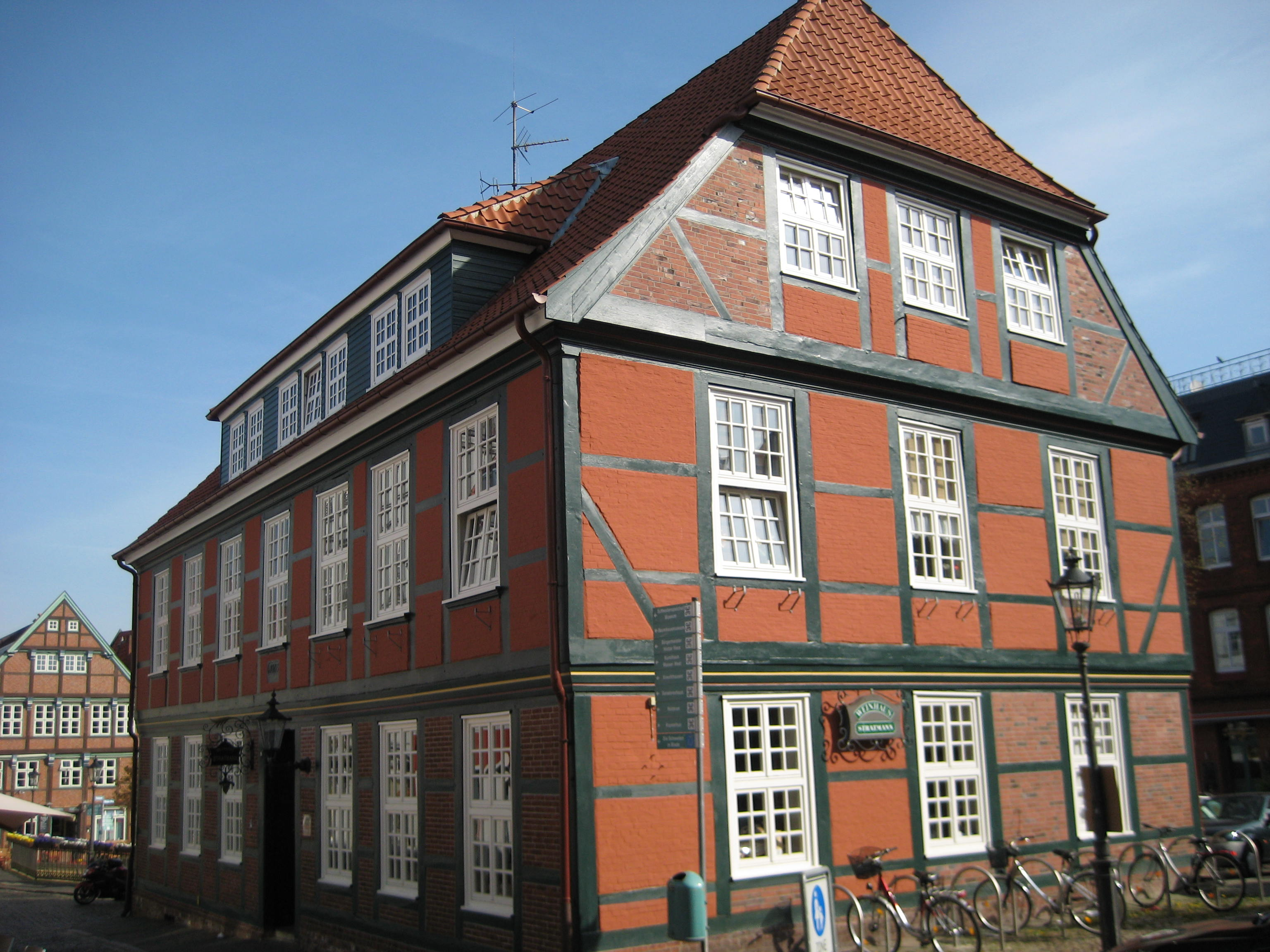
Pesa pubblica